# Gouvernement Ianoukovytch I
Ukraine
Kinakh Tymochenko I
Le gouvernement Ianoukovytch I est le gouvernement ukrainien formé le 30 novembre 2002 et ayant démissionné le 4 février 2005.

## Historique

### Formation
Le gouvernement est formé en novembre 2002.

### Dissolution
Le gouvernement est renversé par une motion de censure le 1er décembre 2004. Vikor Ianoukovytch démissionne le 31 du même mois.

## Composition
| Fonction                                                  | Titulaire | Titulaire                                                     | Parti   |
| --------------------------------------------------------- | --------- | ------------------------------------------------------------- | ------- |
| Premier ministre                                          |           | Viktor Ianoukovytch (jusqu'au 05/01/2005) Mykola Azarov a.i.  | PR      |
| Premier ministre                                          |           | Ioulia Tymochenko a.i. (à partir du 25/01/2005)               | VOB     |
| Premier vice-Premier ministre                             |           | Mykola Azarov                                                 | PR      |
| Vice-Premier ministre chargé du Carburant et de l'Énergie |           | Vitaly Haydouk                                                | SDPU(O) |
| Vice-Premier ministre                                     |           | Ivan Kyrylenko                                                | TU      |
| Vice-Premier ministre chargé des Affaires humanitaires    |           | Dmytro Tabatchnyk                                             | NAPU    |
| Ministre de l'Agriculture                                 |           | Serhy Ryjouk                                                  | NAPU    |
| Ministre de l'Intérieur                                   |           | Youri Smirnov jusqu'au 26 août 2003 Mykola Bilokon            | Sans    |
| Ministre de l'Environnement et des Ressources naturelles  |           | Vasyl Chevtchouk                                              | PR      |
| Ministre de l'Économie et de l'Intégration européenne     |           | Valeriy Khorochkovsky                                         | TU      |
| Ministre des Affaires étrangères                          |           | Anatoliy Zlenko (jusqu'au 30/09/2003) Kostiantyn Hrychtchenko | Sans    |
| Ministre des Situations d'urgence                         |           | Hryhory Reva                                                  | Sans    |
| Ministre de la Culture et des Régions                     |           | Iouryi Bohoutskyi                                             | Sans    |
| Ministre de la Défense                                    |           | Volodymyr Chkidtchenko                                        | Sans    |
| Ministre de l'Éducation et des Sciences                   |           | Vasyl Kremen                                                  | SDPU(O) |
| Ministre de la Santé                                      |           | Andry Pidayev                                                 | Sans    |
| Ministre de la Justice                                    |           | Oleksandr Lavrynovytch                                        | NRU     |
| Ministre du Carburant et de l'Énergie                     |           | Serhy Yermilov                                                | Sans    |
| Ministre du Travail et des Affaires sociales              |           | Mikhail Papiyev                                               | SDPU(O) |
| Ministre de la Politique industrielle                     |           | Anatoliy Myalytsya                                            | TU      |
| Ministre des Transports                                   |           | Heorhiy Kirpa                                                 | SDPU(O) |